# Bartolomé Hidalgo
Bartolomé José Hidalgo (Montevideo, 24 de agosto de 1788-Morón, 28 de noviembre de 1822) fue un escritor oriental, pionero de la poesía gauchesca de las Provincias Unidas del Río de la Plata.

## Biografía
Huérfano temprano, vivió con su madre y hermanas en Montevideo y la pobreza de la ciudad colonial y su condición de hijo de hogar modesto lo marcaron, le hicieron sentir sus rigores.
A los 18 años se enroló en el llamado Batallón de Partidarios de Montevideo, sirviendo a las órdenes de Francisco Antonio Maciel, en la batalla del Cardal. En el año 1811 se incorporó a la revolución emancipadora, confirmando su doble rol, tan común en esa época, de ser gente de milicia y de actividad personal.
En Paysandú recibe a José Artigas, el «Jefe de los Orientales», quien en una carta lo trata afectuosamente y lo incorpora a la nómina de aquellos que facilitaron el Éxodo del Pueblo Oriental, una de las primeras manifestaciones colectivas contra el poder colonial instituido.
A los 23 años, en 1811, ya sus poemas tienen connotación de carácter político. Compone su Marcha Nacional Oriental para conmemorar y festejar la firma del Armisticio entre la Junta de Buenos Aires y el Virrey montevideano Francisco Javier de Elío, que permite la retirada del ejército sitiador.
Continuó viviendo en Montevideo y luego Fernando Otorgués lo nombró Ministro Interino de Hacienda, durante el breve gobierno artiguista.
Durante la Invasión Luso-Brasileña permanece en Montevideo. La Casa de Comedias, que estaba bajo su dirección, se encontraba influenciada por Carlos Federico Lecor, decidido a conquistar con sus reuniones sociales a la ciudad de Montevideo.
Luego de la invasión luso-brasileña aliada a la «gente decente y principal» de Montevideo, viaja a Buenos Aires y vive allí la vida triste y dura del poeta criollo que tiene que subsistir vendiendo sus cuartetas y sus —seguramente mal impresas— composiciones. Allí redacta los Cielitos y Diálogos Patrióticos, que son su obra más completa e importante.

## Obra de Hidalgo
Bartolomé Hidalgo pertenece a la cultura popular. Es uno de aquellos autores que se pueden definir como esenciales; es decir, aquellos que más allá de la vestidura lírica o literaria, tienen su importancia en la carnadura de lo que dicen, en el grado de alimento esencial. 
Sus Cielitos, que hablan de la peripecia patriótica, van deviniendo después en poemas en los cuales se incorporan las primeras denuncias que luego continuarán la voz de Los Tres Gauchos Orientales de Antonio Lussich y más tarde la voz de Martín Fierro de José Hernández.
Es considerado en el actual Uruguay el primer poeta que canta a la Patria por ser el autor de la primera canción sobre los orientales, las Octavas Orientales, que dice:

Orientales, la patria peligra,

reunidos al Salto volad;

Libertad entonad en la marcha

y al regreso decid Libertad.

En el Cielito de la Independencia canta a las Provincias Unidas del Río de la Plata,que luego se llamarian República Argentina.

Hoy una Nación

en el mundo se presenta,

pues las Provincias Unidas

proclaman su Independencia.

## Homenajes
En Uruguay se designa el 24 de agosto como «Día Nacional del payador», en referencia al nacimiento de Bartolomé Hidalgo, lo que fue establecido el 14 de noviembre de 1995 en la 63.ª Sesión extraordinaria de la Cámara de Senadores. Además, la Cámara Uruguaya del Libro entrega el premio Bartolomé Hidalgo desde 1988.

## Obras
| Año  | Título |
| ---- | --- |
| 1816 | Cielito de la Independencia |
| 1816 | Cielito Oriental |
| 1818 | Cielito patriótico que compuso un gaucho para cantar la acción de Maipú                                                                                  |
| 1819 | Cielito a la venida de la expedición |
| 1820 | Un gaucho de la guardia del monte contesta al manifiesto de Fernando VII y saluda al Conde de Casa Flores con el siguiente Cielito, escrito en su idioma |
| 1821 | Cielito patriótico del gaucho Ramón Contreras, compuesto en honor del ejército libertador del Alto Perú                                                  |
| 1821 | Al triunfo de Lima y el Callao |

| Año  | Título                            |
| ---- | --------------------------------- |
| 1821 | Un Gaucho de la Guardia del Monte |
| 1821 | Nuevo diálogo patriótico          |
| 1822 | Relación de las fiestas mayas     |